# Julius Caesar (Shakespeare)

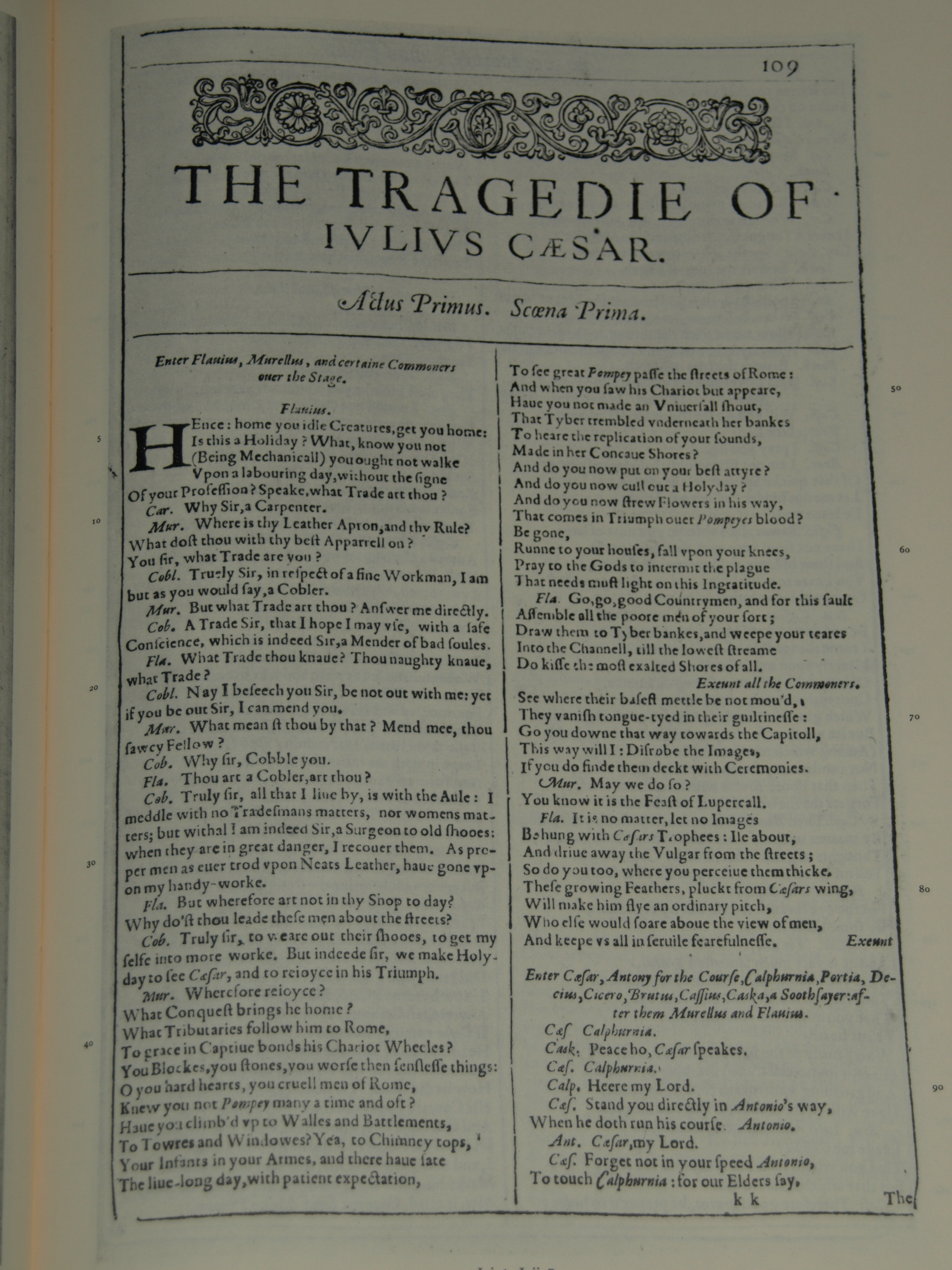
Faksimile první strany Julia Caesara z vydání z roku 1623.

Julius Caesar (anglicky The Tragedy of Julius Caesar) je tragédie Williama Shakespeara z roku 1599. Hra popisuje spiknutí proti římskému vládci Juliu Caesarovi, jeho zavraždění v roce 44 př. n. l. a porážku těch, kdo stáli za jeho smrtí, v bitvě u Filipp. Jedná se o jednu z několika Shakespearových her inspirovaných skutečnými událostmi římských dějin, kam patří i Coriolanus a Antonius a Kleopatra.
Ačkoliv se hra jmenuje Julius Caesar, Caesar se zde objevuje jen ve třech scénách a je zavražděn na začátku třetího dějství. Marcus Brutus má čtyřikrát víc replik a hlavní psychologické drama se týká jeho konfliktu mezi ctí, vlastenectvím a přátelstvím.

## Postavy
- Julius Caesar
- Calpurnia: jeho žena
- Octavius, Marcus Antonius, Marcus Aemilius Lepidus: triumvirové po smrti Julia Caesara
- Cicero, Publius, Popilius Lena: senátoři
- Marcus Brutus, Cassius, Casca, Trebonius, Ligarius, Decius Brutus, Lucius Tillius Cimber, Cinna: spiklenci proti Caesarovi
- Porcie: Brutova manželka
- Flavius a Marullus: tribuni

## Děj

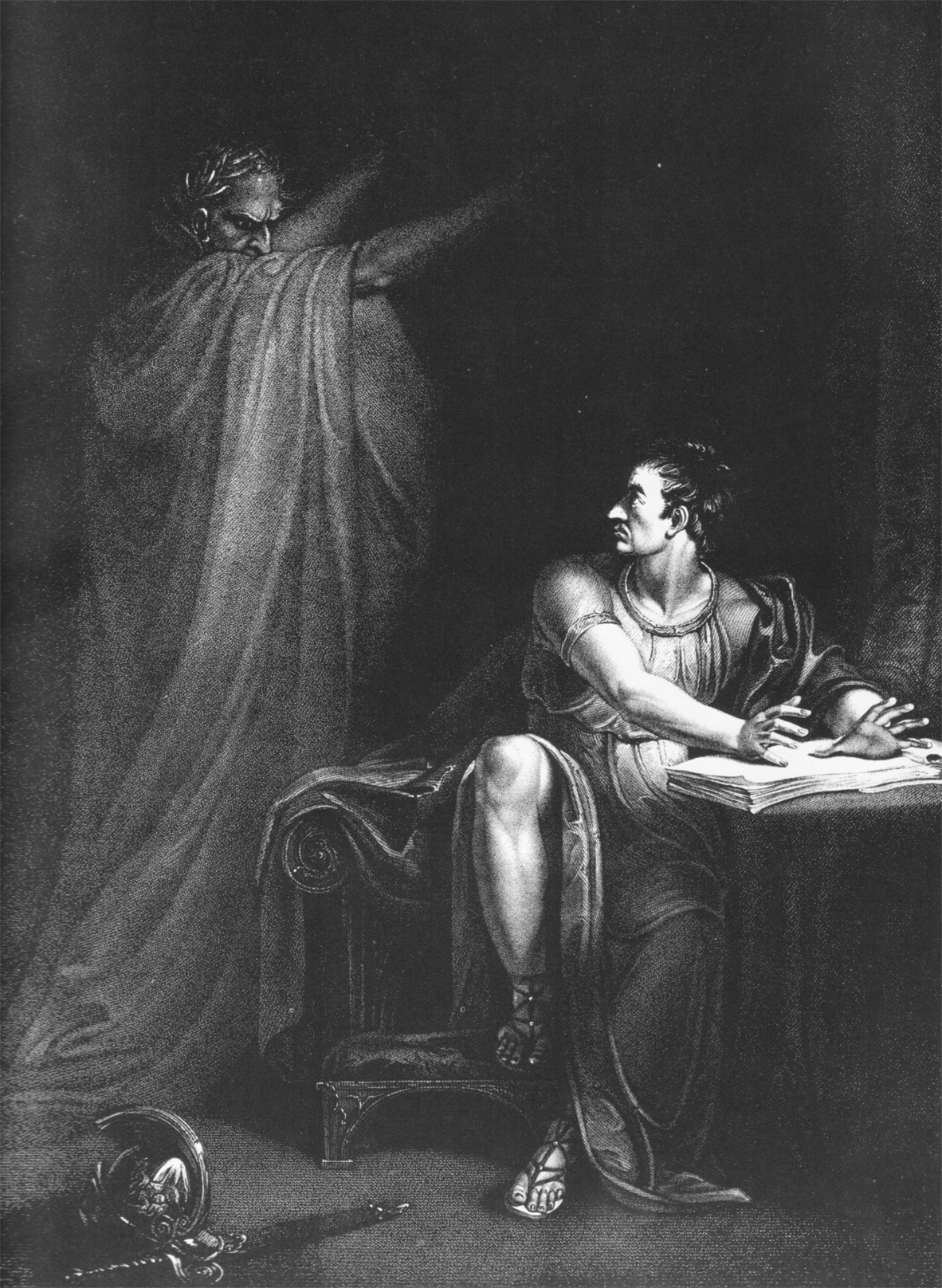
Caesarův duch straší Bruta; Richard Westall, 1802.)

Římské ulice zaplní veselící se občané, protože probíhají Luperkálie - výročí vzniku Říma. Je však ještě jeden důvod k oslavě: Julius Caesar se vrací z vítězné bitvy proti Pompeiovi. Caesara zdraví jásající dav. Průvod pokračuje, ale dva římští šlechtici zůstávají vzadu. Je to Brutus a Cassius, kteří se obávají, aby Caesar nezačal být příliš ctižádostivý.
Nebezpečný Cassius
Caesar není spokojen. Vidí Cassia a hned vysvětluje mladému vojákovi Marcu Antoniovi, proč ho nemá rád. Caesar jde dál, ale Casca, další senátor, vypráví Brutovi a Cassiovi, že Caesar třikrát odmítl korunu jen proto, že si to lid nepřál. Důvodem Cassiovy zlosti je tedy zklamání.
Spiknutí
Cassius si dohodne schůzku s Cascou. Oba se shodují na tom, že Caesar je hrozbou pro Řím a musí tedy zemřít. Potřebují však také Brutovu podporu, protože ten je velmi oblíbený mezi lidem. Brutus nechce, aby Římu vládl tyran, ale Caesara má rád jako přítele. Dohaduje se sám se sebou, ale nakonec se rozhodne, že Caesar musí být zabit. Právě když žádá svého služebníka, aby zjistil přesné datum (zrovna nastávají březnové idy), buší na vrata Cassius se skupinou mužů. Těmi jsou další spiklenci z řad římské šlechty - Trebonius, Decius, Casca, Cinna a Metellus. Cassius vysvětluje, že chtějí Caesara zabít ještě téhož dne na Kapitolu. Brutus souhlasí, ale prohlásí, že při tom nesmí zemřít Marcus Antonius.
Calpurniin sen
Caesarova žena Calpurnina má noční můru. Viděla ve snu, jak socha jejího muže krvácí. On jí odpoví, že jestli jí to udělá radost, na Kapitol nepůjde. Když to uslyší spiklenec Decius, řekne mu, že senátoři mu chtějí okamžitě nabídnout korunu. Caesar okamžitě mění své rozhodnutí a odchází. Nic nedbá na varování svého učitele Artemidora, který se o spiknutí doslechl.
Caesarova smrt
Spiklenci obklopí Caesara, Brutus mu poklekne u nohou a společně vrazí své dýky do Caesarova těla. Ten ještě spatří, že mezi vrahy je i starý přítel Brutus a pronese slavnou větu: „I ty, Brute?“ Vražda vyvolá mezi senátory vřavu, kterou se snaží uklidnit Brutus. Rozhněvaný Marcus Antonius jen žádá, aby směl promluvit na Caesarově pohřbu.
Pohřeb Caesara Shromáždil se obrovský dav o čeká na Brutovo vysvětlení, proč musel Julius Caesar zemřít. Brutus říká, že Caesar by nadělal ze všech otroky, a lid mu uvěří. Pak se však objeví Marcus Antonius, jenž nese Caesarovo tělo. Pláče nad ním a oznamuje, že Caesar odkázal veškeré své bohatství lidu. Občané jsou dojati a slibují mu podporu.
Občanská válka
Antonius se spojil s Caesarovým synovcem Octaviem a se statečným generálem Lepidem. Toho chce ovšem odstavit, aby získal větší moc a více peněz. Brutus a Cassius uprchli z Říma a sbírají vojsko. Brutus ale odmítne strategii Cassia a rozhodne se pro vlastní, méně rozumný plán. Mají se utkat s nepřáteli u Filipp. Brutus najednou uslyší Caesarova ducha, který prohlásí, že se s ním u Filipp shledá. Duch zmizí a vyděšený Brutus se těžko vzchopuje.
Na filippské pláni
Vojevůdci nepřátelských armád se naposledy pokoušejí dojednat mír. Je však jasné, že dojde k boji. V průběhu bitvy jsou Cassiovy jednotky rozprášeny Antoniovým vojskem. Brutova armáda ale vítězí nad Octavianovou. Zoufalý Cassius prchá a vidí, že se blíží vojáci. Posílá svého druha Titinia, aby zjistil, zda jde o spojence nebo nepřátele. Cassius je krátkozraký, a tak nařizuje sluhovi Pindarovi, aby mu řekl, co se děje. Pindarus vidí, že Titinius je obklopen vojáky a domnívá se, že byl zajat nepřítelem. Pro Cassia to je poslední rána, prosí Pindara, aby mu podržel meč, jímž zabil Caesara, a spáchá sebevraždu. Vojáci kolem Titinia byli však Brutus a jeho muži. Když uvidí Titinius svého přítele mrtvého, i on si vezme život. Ve druhé části bitvy se Brutus s hrstkou věrných marně brání, a když jednoho po druhém prosí, aby ho zabili, všichni odmítají. Naléhá na ně, aby uprchli. Zůstává jen sluha Strato, který Brutovi podrží meč, kterým se následně Brutus zabije.
Přicházejí vítězové
Poté, co naleznou Bruta mrtvého, dávají Octavianus s Antoniem milost všem jeho věrným. Antonius vzdává hold Brutovi za to, že Caesara zabil pro dobro státu a ne pro osobní zisk.

## Divadelní inscenace v Česku (výběr)
- Národní divadlo Praha: 1885–1886, 1895–1898, 1906, 1936[2]
- Národní divadlo Brno: 1960, 1966[3]
- Moravské divadlo Olomouc: 1938 (režie Oldřich Stibor)[4]
- Divadlo na Vinohradech: 2011 (pod titulem Caesar)[5]

## Rozhlasové adaptace
- 2013 William Shakespeare: Julius Caesar. Přeložil, pro Český rozhlas upravil a režii má Jiří Josek. Dramaturg Hynek Pekárek. Hudba Milan Svoboda. Osoby a obsazení: Trebonius (Michal Pavlata), Decius (Jaromír Meduna), Julius Caesar (Alois Švehlík), Casca (Pavel Nečas), Calpurnia, Caesarova manželka (Apolena Veldová), Marcus Antonius (Igor Bareš), Marcus Brutus (Radek Valenta), Cassius (Ivan Řezáč), Lucius (Martin Sucharda), Porcia, Brutova manželka (Lucie Štěpánková), věštec (Stanislav Oubram), Artemidorus (Ilja Racek), Caesarův sluha (Miroslav Hruška), Antoniův sluha (Michal Slaný) a další. (101 min)[6]